# Basilique Notre-Dame-de-la-fin-des-Terres
La basilique Notre-Dame-de-la-fin-des-Terres (en gascon : basilica Nòsta Dama de la Fin de las Tèrras) est, une basilique mineure catholique, située à Soulac-sur-Mer, dans le département de la Gironde et l'archidiocèse de Bordeaux. Elle doit son nom à la proximité de la pointe de Grave, laquelle forme la partie la plus septentrionale de la presqu'île du Médoc. Ainsi que le précise Pierre Boule dans son livre-guide intitulé « La Basilique Notre Dame de la Fin des terres revisitée », la mention « de la fin des terres" (et non « de la fin de la terre") renvoie à la fragmentation, durant une très longue période (jusqu'à la fin du XVIe siècle), du territoire du Nord-Médoc en petit îlots, sous l'action conjuguée des eaux de l'Océan et de celles de l'Estuaire de la Gironde. 
Classée monument historique dès le 20 juillet 1891, elle est inscrite au patrimoine mondial par l'Unesco au titre des chemins de Saint-Jacques-de-Compostelle en France en 1998.

## Histoire

### L'évangélisation du Médoc
Différentes traditions attribuent l'évangélisation de la presqu'île médullienne à sainte Véronique, à son époux Zachée (saint Amadour) et à leur compagnon saint Martial de Limoges. Selon des récits qui commencent à se répandre vers le milieu du Moyen Âge, ces derniers auraient fondé un premier oratoire non loin du site de l'actuelle basilique, afin d'y conserver une relique apportée de Terre sainte considérée comme une goutte de lait de la Vierge Marie. Cependant, aucune preuve archéologique n'est jusqu'à présent venue corroborer ces récits, et les plus anciennes mentions d'un établissement religieux à Soulac ne sont pas antérieures au début du XIe siècle, période à laquelle un monastère bénédictin est évoqué dans deux chartes du cartulaire de l'abbaye Sainte-Croix de Bordeaux. Celui-ci n'est alors qu'une modeste dépendance ne comptant pas plus de onze personnes dont seulement quatre moines en 1166, ce qui n'empêche pas les abbayes de Sainte-Croix et de Saint-Sever de se quereller au sujet de la propriété du prieuré, qui après maints déboires, reste toutefois sous la juridiction de Sainte-Croix.
L'essor du pèlerinage de Saint-Jacques-de-Compostelle profite au prieuré, lequel devient une halte pour un certain nombre de « jacquets » peu enclins à affronter les dangers du golfe de Gascogne. Des navires en provenance du nord de l'Europe débarquent les pèlerins qui poursuivent leur route par une voie longeant le littoral, la voie de Soulac. D'autres se seraient hasardés à traverser l'estuaire de la Gironde depuis la petite cité fortifiée de Talmont, après avoir emprunté une voie secondaire à partir de Saintes. Si une plaque commémorative placée devant l'église Sainte-Radegonde de Talmont vient rappeler le souvenir de ces pèlerins, l'importance, sinon la réalité de cet itinéraire reste néanmoins discutée par certains historiens.
Arrivés en Médoc, les « jacquets » les plus affaiblis sont accueillis dans un hospice fondé par les Hospitaliers de Saint-Jean-de-Jérusalem (Hospitalet de la Grayannes, autrefois situé dans l'actuelle commune de Grayan-et-l'Hôpital) où ils peuvent se reposer en attendant de reprendre leur périple. Ce n'est du reste pas le seul établissement de ce type et l'on mentionne également un hospice à Talais et un autre à Vensac (Temple de Panquetorte).

### Une église de pèlerinage

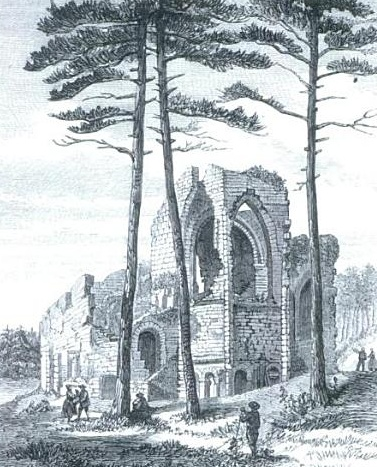
La basilique avant sa restauration. Dessin paru dans Le Monde illustré en 1862.

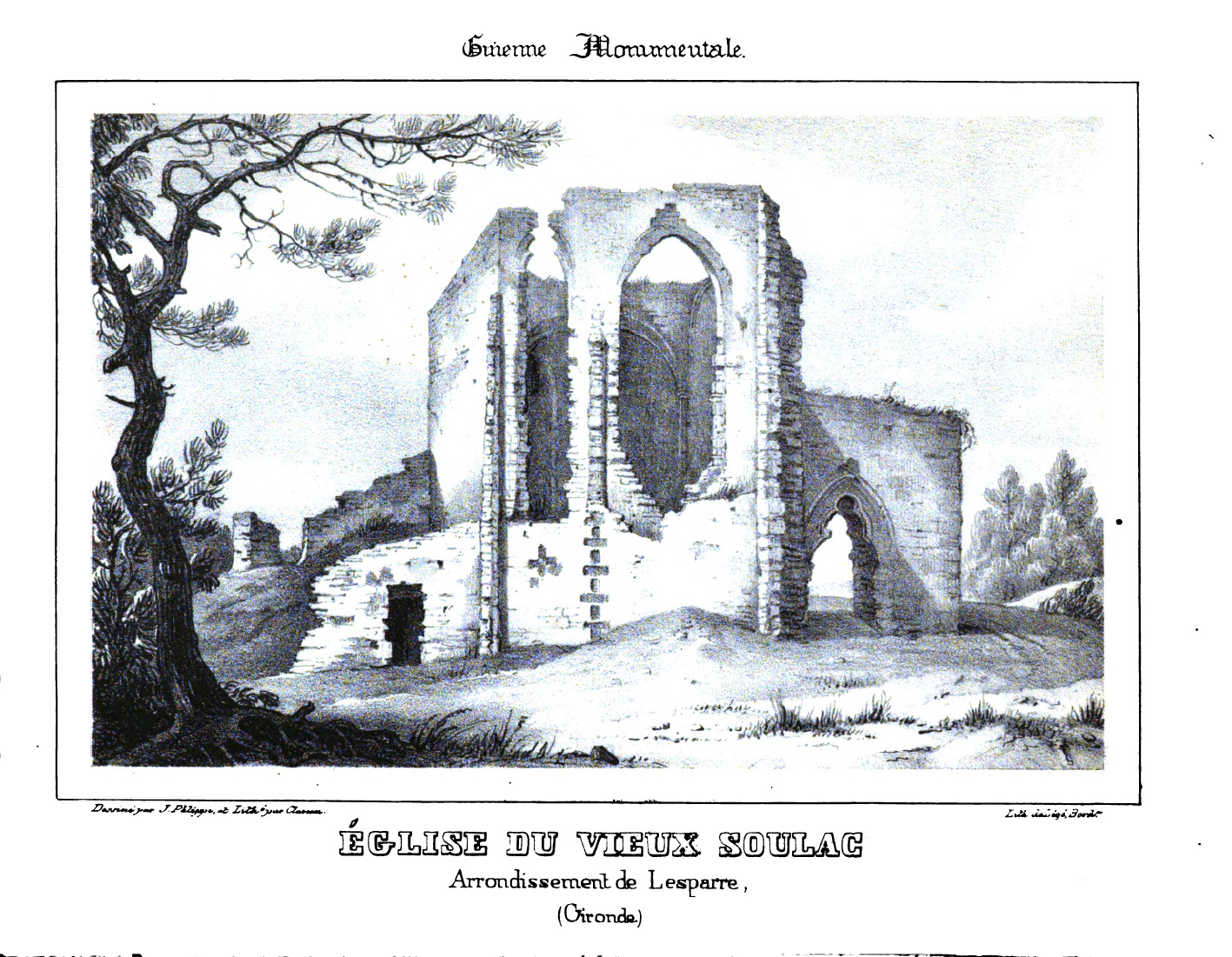
La basilique en 1842.

C'est sans doute dans la seconde moitié du XIIe siècle que l'on édifie le sanctuaire actuel, conçu dès l'origine comme une vaste église de pèlerinage, dont le plan est destiné à permettre une circulation plus aisée des fidèles autour des reliques.
Celles-ci sont nombreuses et d'origine indéterminée (le commerce des reliques apparaît comme très important au Moyen Âge), ce qui n'empêche pas une forte dévotion de la part des fidèles. On note ainsi à Soulac : « De la chandelle qui fut pourtée par l'ange à la Nativité Jhésu-Crist » ; « Trois feuilles de palme qui furent gectés davant Jhésu-Crist à l'entrée de Jhérusalem » ou encore « Huyt grains de froument qui furent semés et creuz tout en une heure quant Nostre-Dame s'enfuyoit en Egipte ». D'autres reliques sont l'objet d'une vénération toute particulière : la châsse de sainte Véronique, qui serait morte à Soulac vers l'an 70, et quelques gouttes du lait de la Vierge rapportées de Terre Sainte. D'ailleurs, une des significations du nom de la ville de Soulac est « le lait de la Vierge » (Solum lac en latin).
Dès cette époque pourtant, le déplacement constant des massifs dunaires sous l'influence des vents d'ouest cause l'ensablement progressif du sanctuaire, problème majeur que vient compléter une remontée constante de la nappe phréatique, qui inonde périodiquement l'église. Remédier à ces dangers constitue une priorité et vers le XIVe siècle, des travaux d'exhaussement du sol (environ 3,60 mètres) permettent de parer au plus pressé.
La façade est réaménagée et un clocher trapu lui est accolé dans la première moitié du XVIe siècle. Ces travaux ne parviennent cependant pas à préserver l'édifice de la menace constante des éléments et dès 1532, la basilique est décrite comme « Fort ruynée » alors que « Partie des voûtes se sont rouptes et effondrées ». La situation politique de l'époque impose une restauration qui s'apparente plus à des travaux de fortification, alors que la France s'apprête à se déchirer en une longue guerre civile entre catholiques et protestants.

### La basilique sous les sables
La paix revenue n'apporte pas la réponse au problème de plus en plus pressant de l'avancée des dunes, lesquelles recouvrent périodiquement des parties entières de l'édifice, causant des destructions importantes et affaiblissant sa structure. En 1741, le combat contre les éléments s'annonce comme trop inégal et les habitants doivent se résoudre à évacuer le village, lequel est abandonné aux sables. Un nouveau village est édifié quelques kilomètres plus à l'est, le « Jeune-Soulac ». Quelques demeures se regroupent autour d'une modeste église consacrée en 1745, aujourd'hui convertie en musée. N'étant plus entretenue, la basilique est ensevelie en quelques décennies, à l'exception du sommet du clocher, qui sert d'amer aux navigateurs.
Au XIXe siècle, l'ancien sanctuaire n'est plus qu'une ruine romantique que les sables couvrent ou découvrent en partie au gré des tempêtes. Une commission des monuments historiques en fait l'inventaire en 1842 puis de nouveau en 1846, mais c'est sous l'impulsion de l'archevêque de Bordeaux, le cardinal Ferdinand-François-Auguste Donnet, que décision est prise de dégager et de restaurer la basilique. Les travaux débutent en 1859, sous la houlette de l'architecte Charles Durand. L'année suivante, une première messe peut y être célébrée. Classée par les monuments historiques le 20 juillet 1891, elle reste néanmoins en chantier jusqu'en 1905, subissant de profonds remaniements.

## Architecture

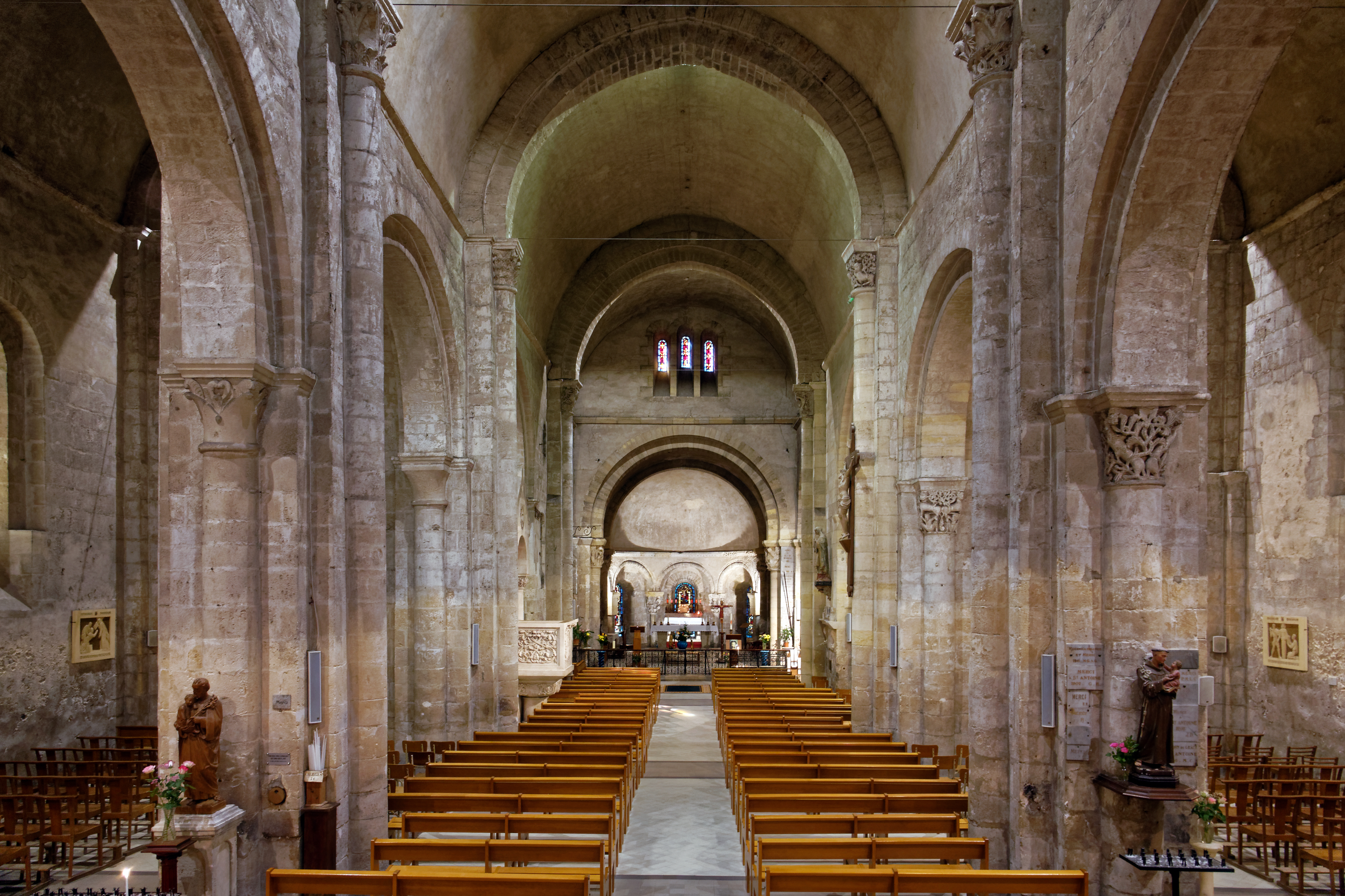
L'intérieur de la basilique.

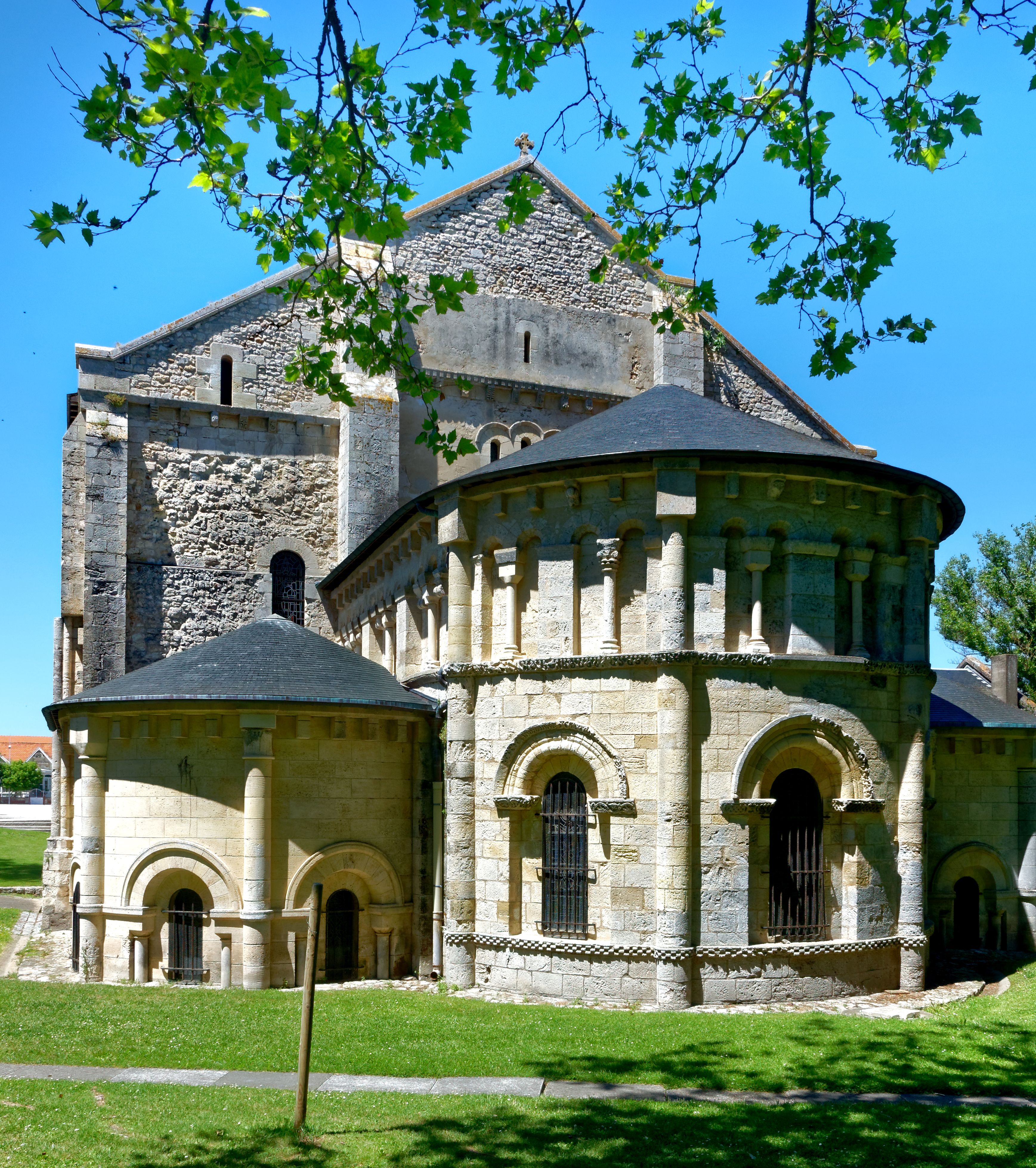
L'abside et les absidioles de la basilique n'ont pu être entièrement dégagées lors de la restauration du XIXe siècle.

Fondée dans le courant du XIIe siècle, la basilique est un édifice de style roman trahissant de profondes influences saintongeaises et poitevines. Originellement construit sur un plan en croix latine (le transept a été abattu durant les travaux de restauration à la fin du XIXe siècle) le sanctuaire est désormais structuré sur un plan basilical. Il se compose d'une nef centrale flanquée de deux collatéraux de même hauteur, l'ensemble étant divisé en cinq travées. Les voûtes en arc brisé sont rythmées par une série de doubleaux aux formes légèrement outrepassées prenant appui sur des demi-colonnes engagées. Si les trois premières travées reprennent sensiblement les mêmes dispositions, les puissants piliers de la quatrième travée et l'aménagement d'un petit escalier à vis trahissent la présence du clocher primitif (lequel fut remplacé par la tour actuelle au XVIe siècle) à cet endroit précis.
S'il présente de nombreux points communs avec les églises saintongeaises et poitevines, le vocabulaire iconographique utilisé par les artistes du Moyen Âge n'est pas sans rappeler également le décor de l'abbatiale de Saint-Sever. Si les chapiteaux de la nef présentent ainsi un décor généralement végétal ou géométrique (feuilles d'acanthe, volutes), ceux du chœur sont historiés et reprennent de grands thèmes bibliques (le sacrifice d'Isaac, Daniel dans la fosse aux lions).
Le chœur en lui-même est formé d'une abside voûtée en cul-de-four précédée d'une travée droite. Le rond-point accueille de larges baies en plein-cintre garnies de vitraux modernes (posés en 1954, ils sont l'œuvre du maître-verrier Francis Chigot).
À l'extérieur, l'abside était autrefois divisée en trois registres horizontaux par une série de bandeaux, mais seules les parties supérieures ont été dégagées lors des restaurations. Au-dessus des baies se déploie une arcature atypique de par la présence de pilastres à imposte qui remplacent les colonnettes généralement employées dans ce genre de décor. De part et d'autre de l'abside, deux absidioles prolongent les collatéraux. Deux arcades permettaient autrefois la jonction avec la travée droite du chœur, mais celles-ci présentent la particularité d'être à demi enterrées (afin de préserver la structure, l'édifice n'a pas été totalement dégagé).
Parmi les éléments de mobilier présents dans la basilique figurent une chaire monumentale en pierre et plusieurs tableaux. Plusieurs statues sont toujours vénérées dans le sanctuaire, notamment une statue en bois polychrome du XIXe siècle représentant la Vierge et une statue de saint Jacques de Zébédée offerte par des pèlerins. La basilique conserve également la châsse de sainte Véronique, laquelle contient des reliques attribuées à celle-ci mais également à son époux Zachée (saint Amadour du Quercy) et à saint Fort (évêque de Bordeaux), ainsi qu'un autel et une statue de sainte Véronique où, autrefois, on prêtait serment lors des procédures judiciaires afin de prouver sa bonne foi.

## Galerie de photos

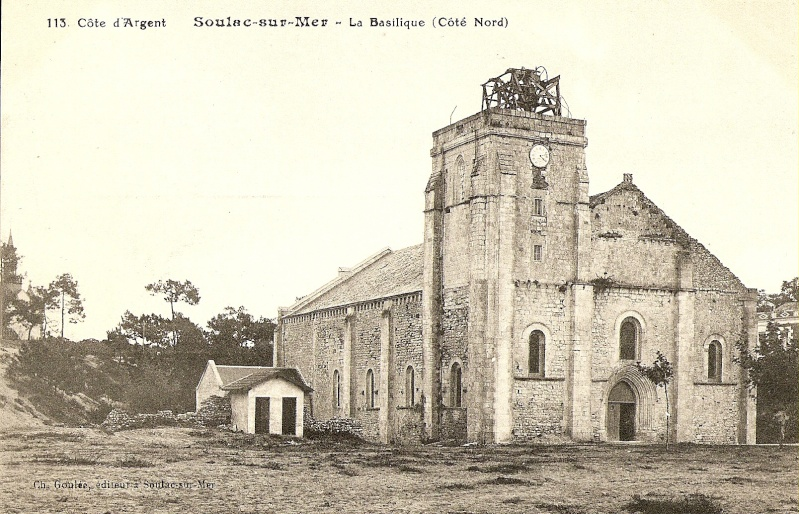
La basilique au début du XXe siècle.
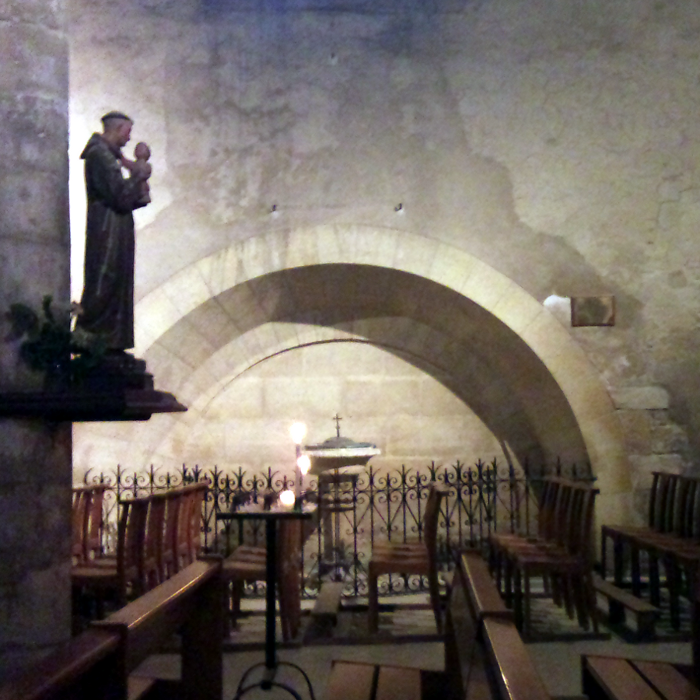
Statue de saint Antoine.
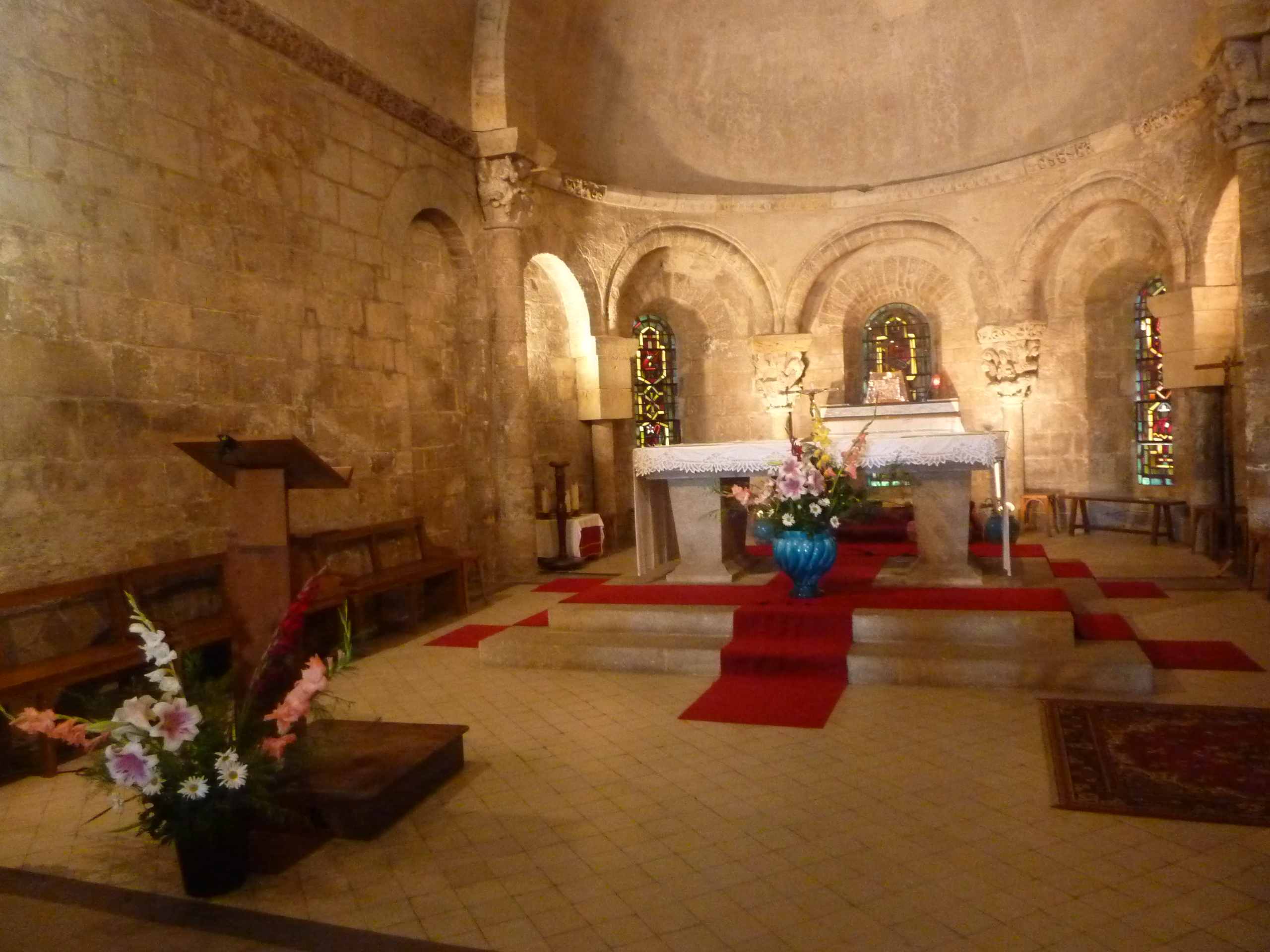
Le maître-autel.
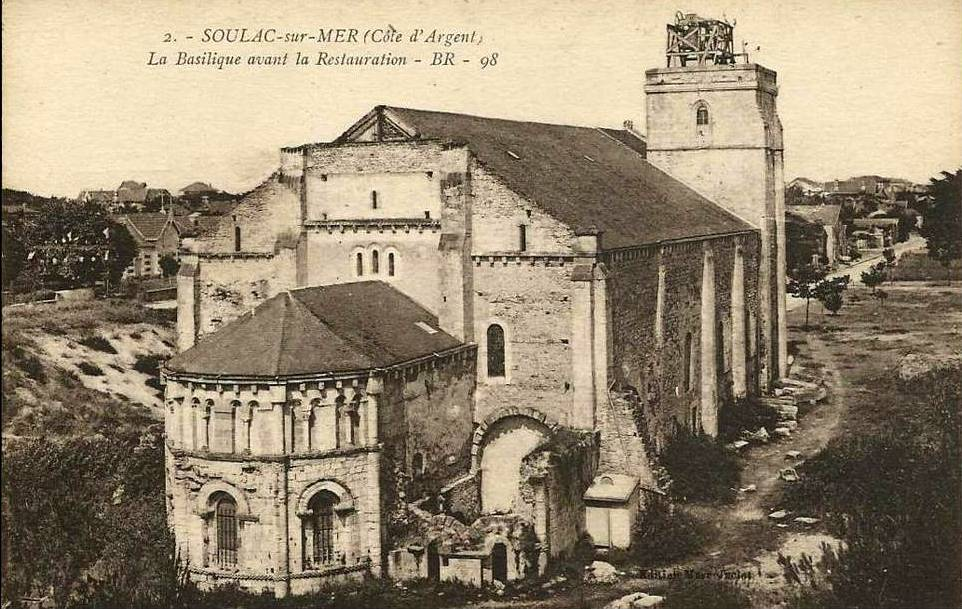
L'arrière au début du XXe siècle.
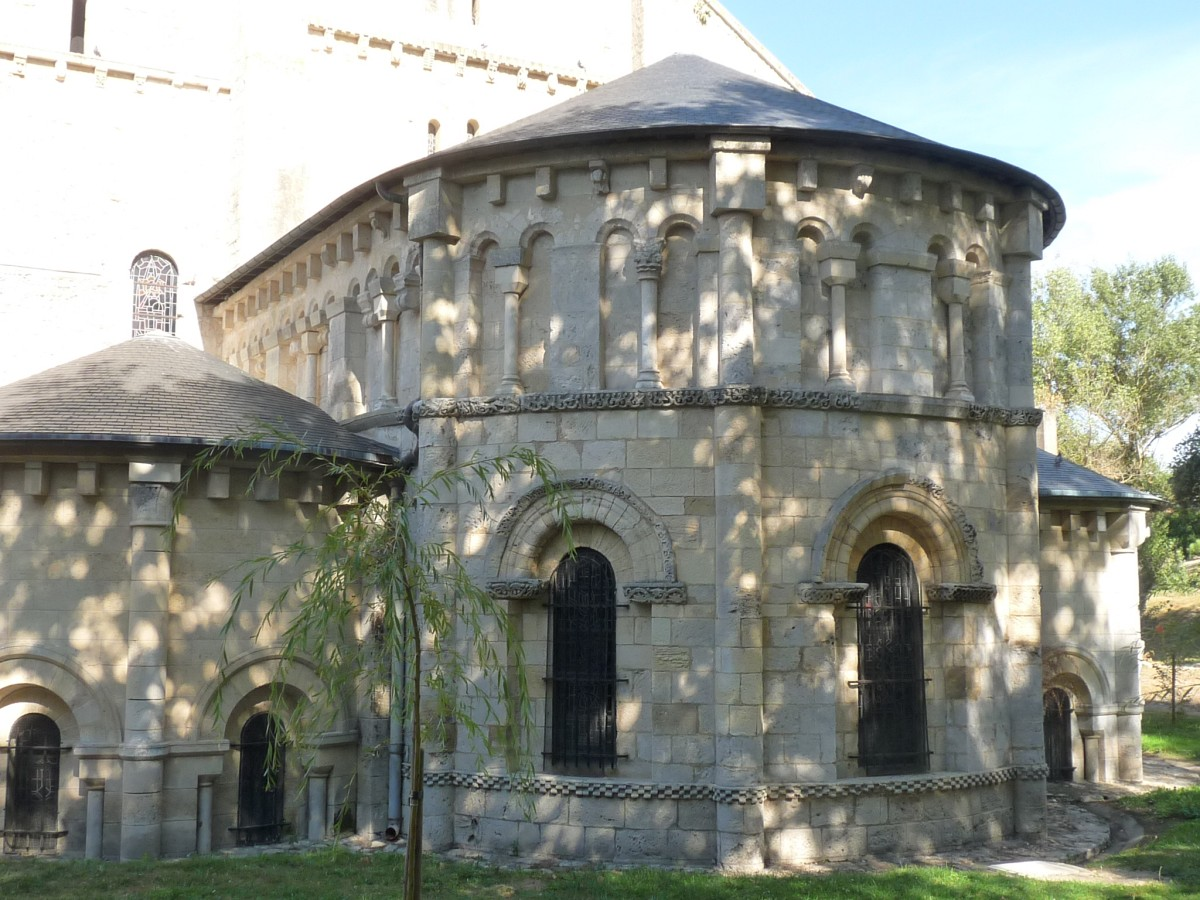
L'abside et les absidioles, en partie enterrées.
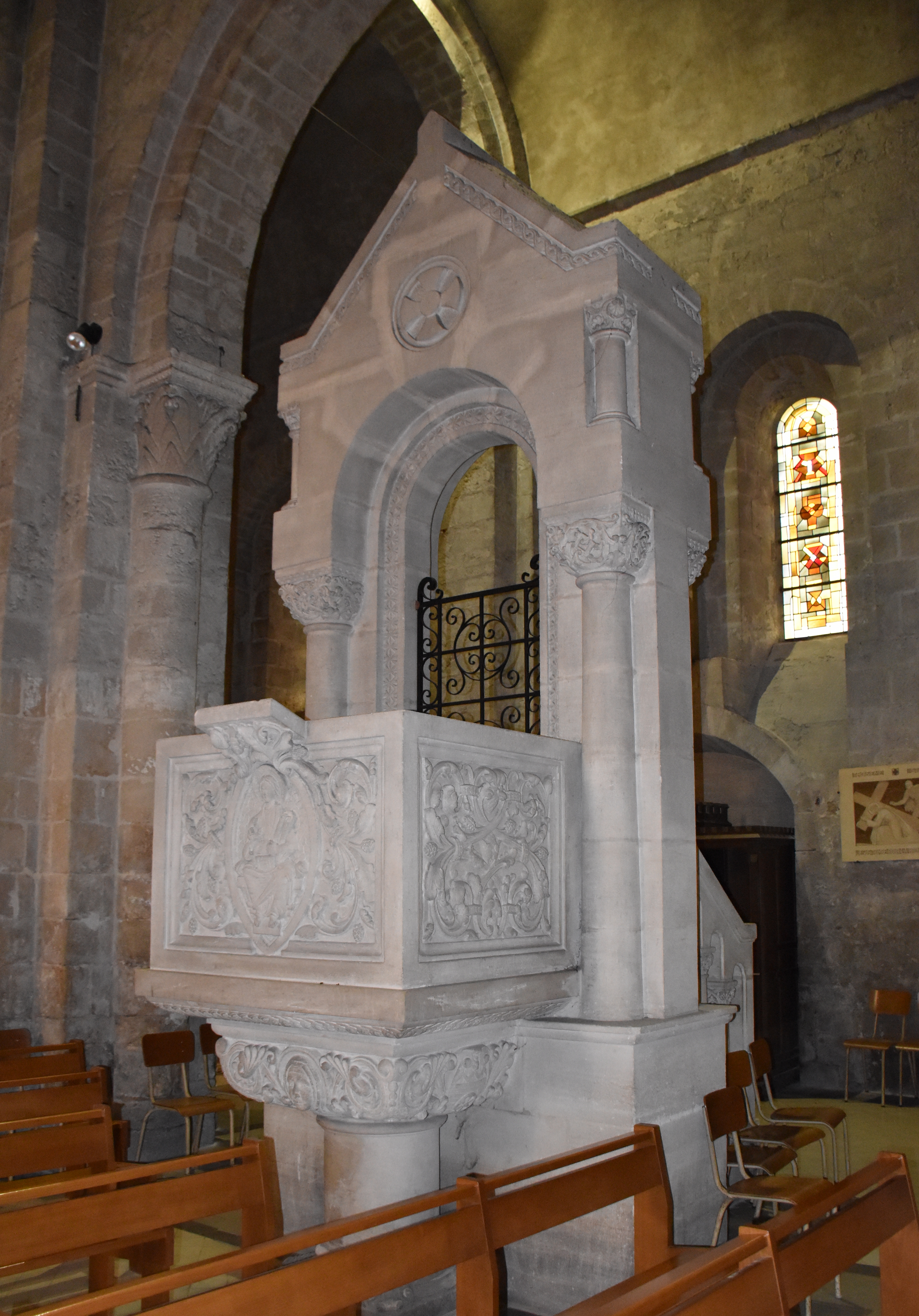
La chaire.
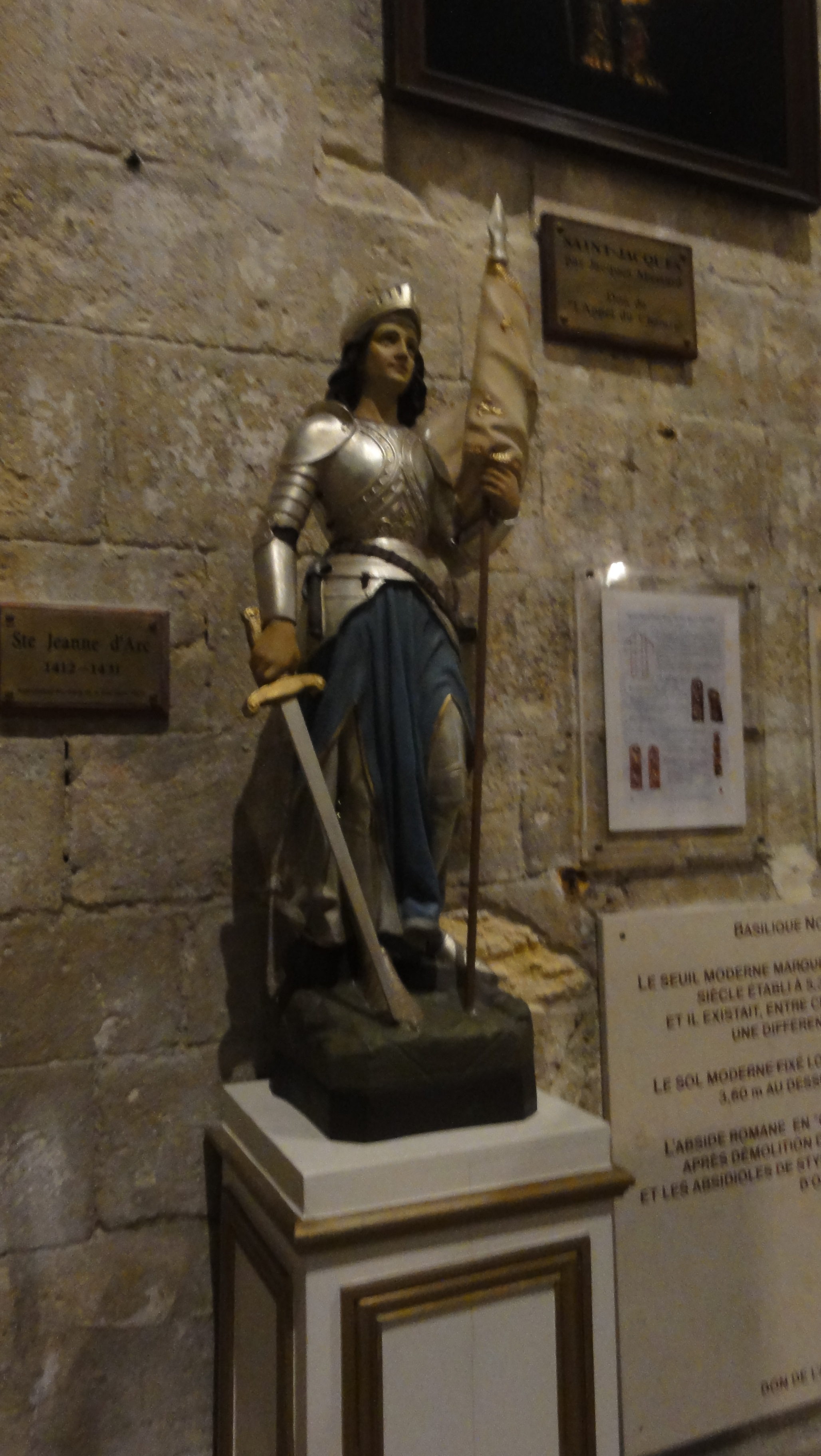
Statue de sainte Jeanne d'Arc.
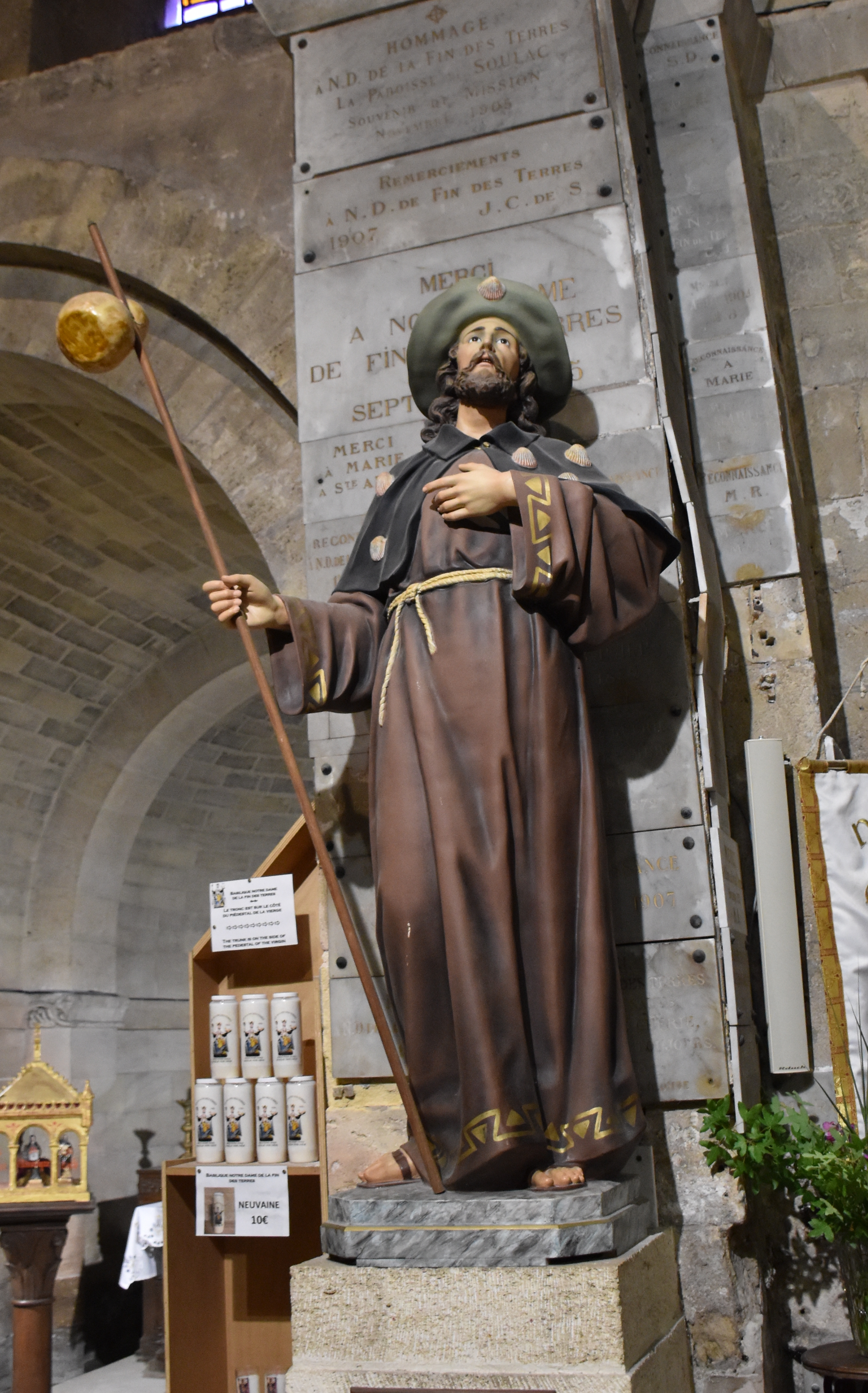
Statue de saint Jacques.
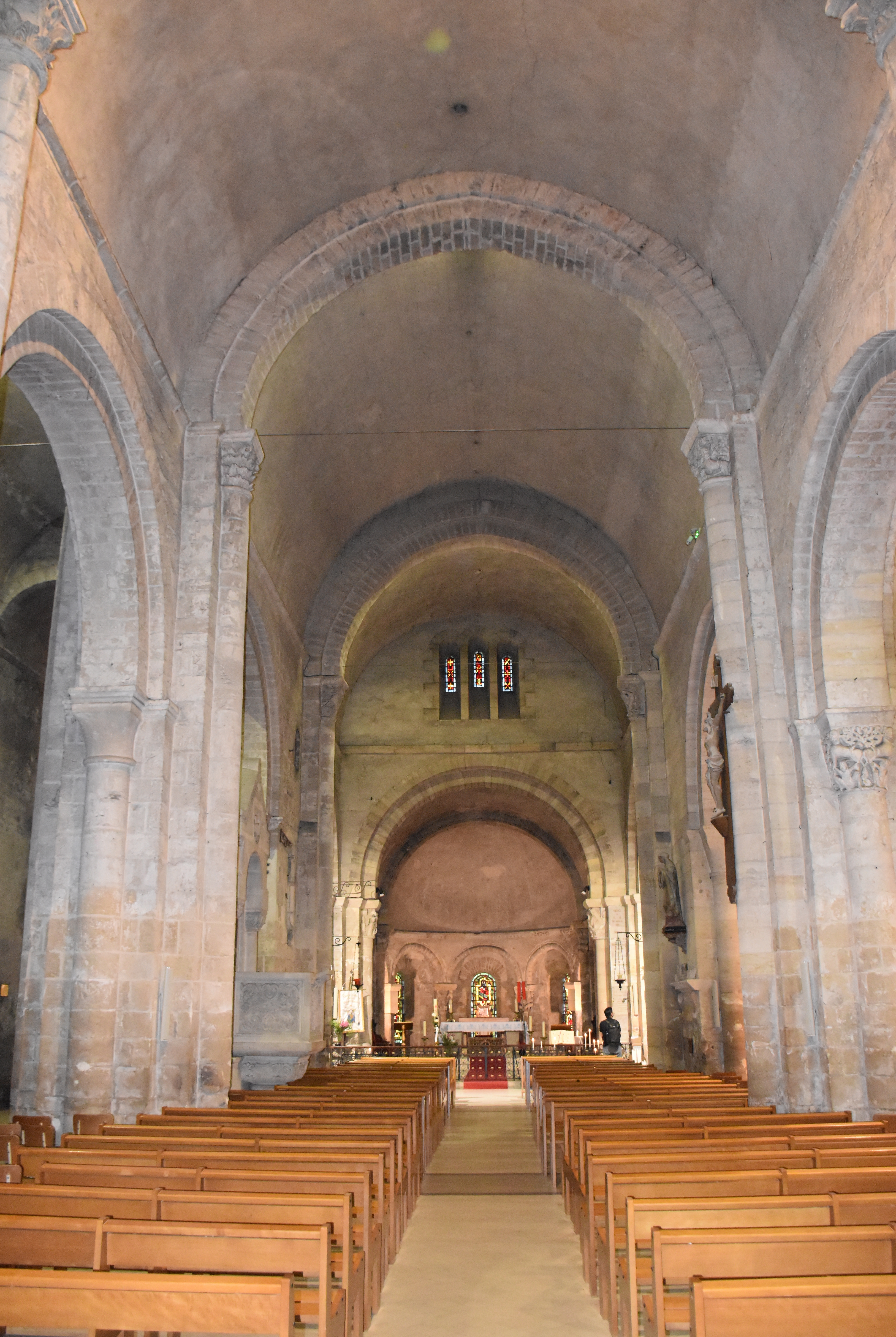
La nef.
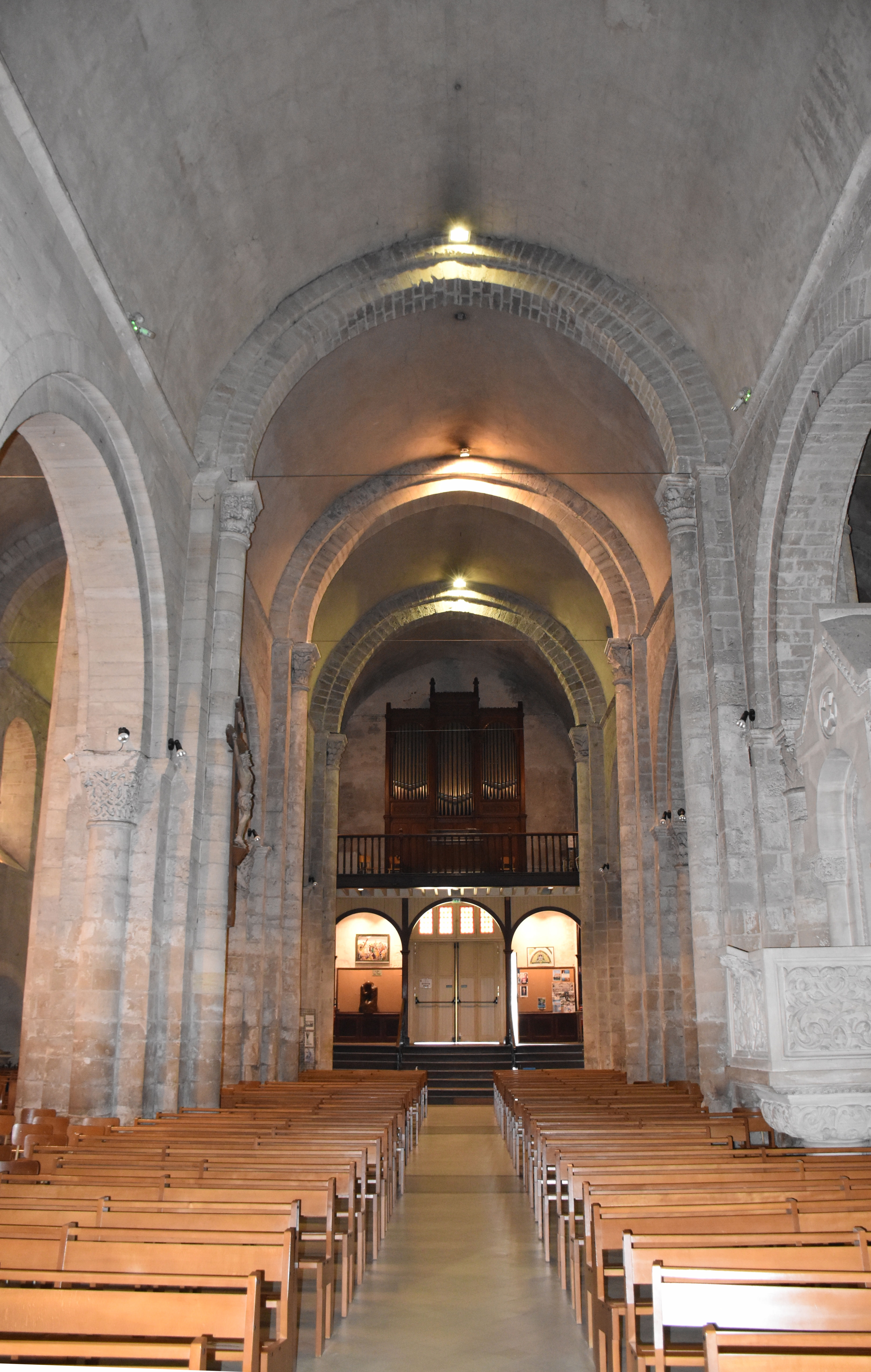
La nef côté porche.
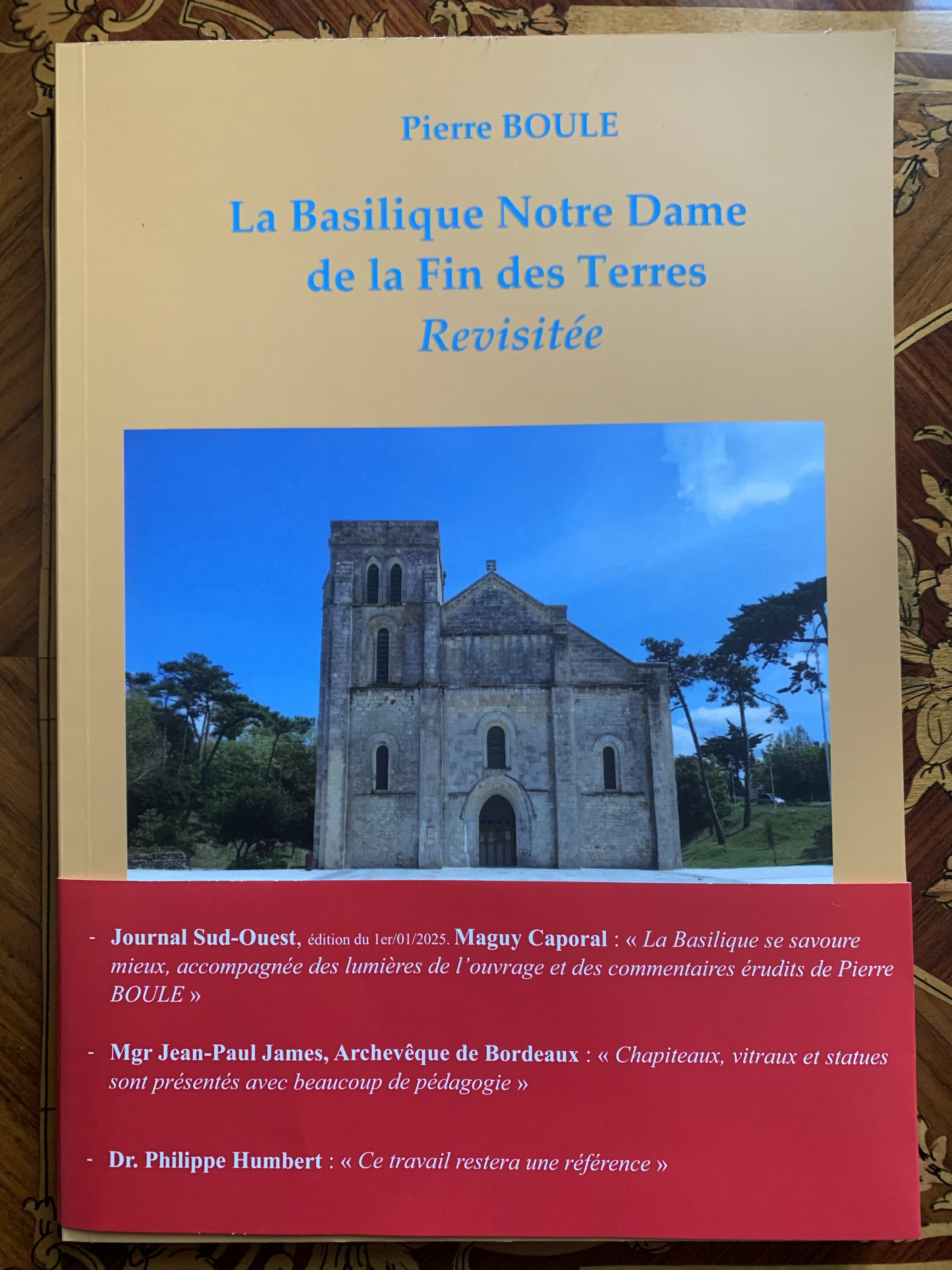
Photo façade ouest (Livre-Guide "La Basilique Notre Dame de la Fin des Terres revisitée" Pierre Boule).